# Rodrigo Pimpão
Rodrigo Pimpão (Curitiba, 23 de octubre de 1987) es un futbolista brasileño que actúa como delantero. Actualmente juega para el Botafogo.

## Títulos

### Campeonatos regionales
| Título               | Club          | País   | Año  |
| -------------------- | ------------- | ------ | ---- |
| Copa da Hora         | Vasco da Gama | Brasil | 2010 |
| Copa Cidade de Natal | América RN    | Brasil | 2014 |
| Campeonato Potiguar  | América RN    | Brasil | 2014 |
| Taça Guanabara       | Botafogo      | Brasil | 2015 |
| Campeonato Carioca   | Botafogo      | Brasil | 2018 |

### Campeonatos nacionales
| Título                          | Club          | País   | Año  |
| ------------------------------- | ------------- | ------ | ---- |
| Campeonato Brasileño de Serie B | Vasco da Gama | Brasil | 2009 |
| Campeonato Brasileño de Serie B | Botafogo      | Brasil | 2015 |